# غاستون أفيلا
غاستون أفيلا (بالإسبانية: Gastón Ávila) هو لاعب كرة قدم أرجنتيني في مركز الدفاع، ولد في سبتمبر 2001 في روساريو في الأرجنتين. لعب مع بوكا جونيورز.

## وصلات خارجية
- غاستون أفيلا على موقع الاتحاد الأوربي (الإنجليزية)
- غاستون أفيلا على موقع إي إس بي إن إف سي (الإنجليزية)
- غاستون أفيلا على موقع قاعدة بيانات كرة القدم.إي يو (الإنجليزية)
- غاستون أفيلا على موقع Soccerbase.com (لاعب) (الإنجليزية)
- غاستون أفيلا على موقع Soccerway.com (الإنجليزية)
- غاستون أفيلا على موقع عالم كرة القدم.نت (الإنجليزية)